# Ozicrypta mcdonaldi
Ozicrypta mcdonaldi là một loài nhện trong họ Barychelidae. Loài này phân bố ờ Queensland.